# Théâtre National de la rue de la Loi

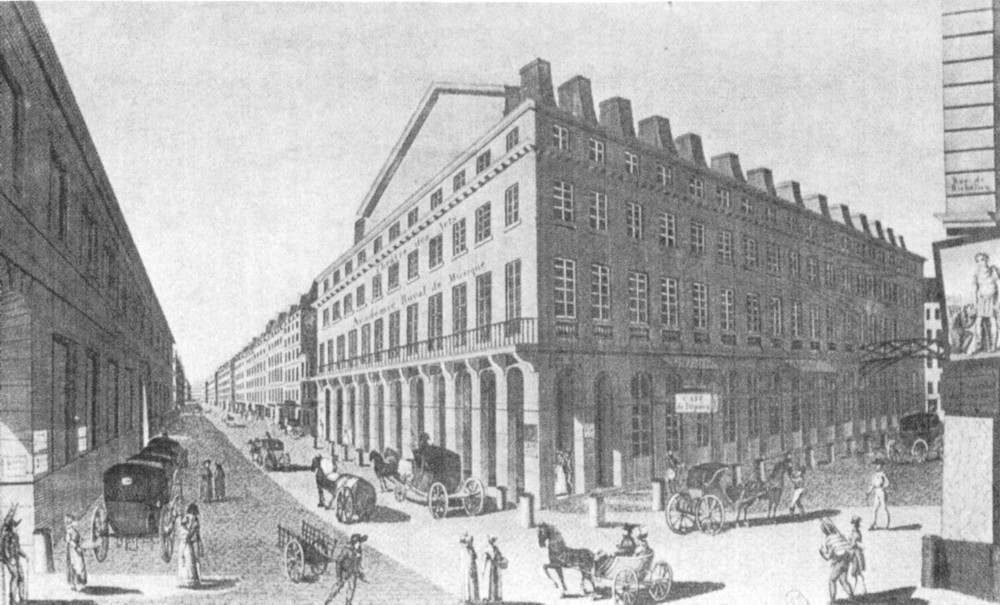
Théâtre National de la rue de la Loi

Il Théâtre National de la rue de la Loi era un teatro di Parigi che si trovava su rue de la Loi, il nome con cui si conosceva rue de Richelieu dal 1793 al 1806, di fronte alla Biblioteca nazionale di Francia.
Il teatro fu costruito dall'attrice e impresaria teatrale Mademoiselle Montansier, su progetto dell'architetto Victor Louis, e inaugurato il 15 agosto 1793. Aveva una capacità di 2.300 spettatori e venne demolito nel 1820 ed al suo posto c'è oggi piazza Louvois.
Fu la sede principale dell'Opéra di Parigi dal 26 luglio 1794 al 13 febbraio 1820, nel cui periodo cambiò nome varie volte chiamandosi Théâtre des Arts (1794), Théâtre de la République et des Arts (1797), nuovamente Théâtre des Arts (1803), Académie Impériale de Musique (1804), Académie Royale de Musique (1814), nuovamente Académie Impériale de Musique durante i Cento giorni e infine Académie Royale de Musique (1815–1820). Viene talvolta menzionato come Opéra Montansier.
Altre denominazioni sono state Salle de la rue de la Loi, Salle de la rue de Richelieu, Salle Montansier e Théâtre Montansier, anche se gli ultimi due nomi sono stati dati ad altri teatri gestiti da Montansier.